# Духівник
Духівни́к, спові́дник — у православній церкві священник як вершитель таїнства каяття, священник, у якого хто-небудь постійно сповідається.